# Iain Lindsay
Iain Lindsay OBE (Falkirk, 1959. március 9. –) diplomata, 2016-tól 2020-ig az Egyesült Királyság Magyarországra akkreditált nagykövete.

## Magánélete
Iain Ferrier Lindsay 1959. március 9-én született Falkirkben, Skóciában; szülei James és Margaret Lindsay.
Iskolái: John Lyon School, Edinburgh Academy, Glasgow University.
1983-ban házasságot kötött, felesége Bridget Claire O’Riordan. Egy fiuk született (Calum).
II. Erzsébet királynő 2002-ben a Brit Birodalom Érdemrendjével tüntette ki.

## Karrierje
Iain Lindsay 1980-ban lépett a brit külügyminisztérium szolgálatába.
Előbb Távol-Keleten, Tokióban (kétszer) és Hongkongban, majd Canberrában (Ausztrália) diplomata. 2003 decemberétől 2007 januárjáig bukaresti nagykövet-helyettesként Románia NATO- valamint EU-csatlakozását segíti, közben a román külügyminiszter politikai tanácsadója. 2007 júliusától 2011 júliusáig hongkongi nagykövet-helyettes, valamint a Brit Kereskedelempolitikai és Befektetési Iroda igazgatója. 2011 augusztusától 2015 júliusáig manamai (Bahrein) nagykövet.
2016. március 30-tól az Egyesült Királyság magyarországi nagykövete. Elődje Jonathan Knott volt.
2020 szeptemberében tért vissza az Egyesült Királyságba. Lindsay magyarországi megbízatásának lejártával befejezte a 40 éves diplomáciai pályafutását.
Budapesti szolgálata idején lépett ki az Egyesült Királyság az Európai Unióból; jelentős szerepe volt abban, hogy a magyar lakosságot a Brexit időszakában tájékoztassa az Egyesült Királyság szándékairól.

## Kitüntetései
| Szalagsáv | Név                                                    | Év              | Megjegyzések |
| --------- | ------------------------------------------------------ | --------------- | --- |
|           | A Honvédelemért Kitüntető Cím Babérkoszorúval ékesítve | 2020            | A Magyarország és az Egyesült Királyság közötti együttműködés fejlesztése érdekében tett erőfeszítéseiért, a magyar-brit katonai kapcsolatok támogatásáért, valamint a közös célok megvalósítása érdekében végzett példamutató tevékenységéért. |
|           | A Magyar Érdemrend középkeresztje                      | 2020. május 22. | a magyar–brit kapcsolatok fejlesztése érdekében végzett munkája, a magyar nyelv és kultúra iránti elkötelezettsége, valamint a skót kulturális örökség magyarországi megismertetésében vállalt szerepe elismeréseként.                          |
|           | Bahreini Rend 1. osztálya                              | 2015            | A Bahreini Királyság és az Egyesült Királyság közötti kapcsolatok fejlesztése érdekében tett erőfeszítései elismeréseként. |
|           | A Brit Birodalom Rendje Tisztikeresztje (OBE)          | 2002            | - |

## A Brexittel kapcsolatos jelentősebb interjúi
- Úgy tűnhet, egy zűrzavar az egész ország, de álljunk azért meg! (2019. április 5.)
- Ez őrület, de van remény (2019. szeptember 19.)
- Ne féljenek a magyarok! (2020. január 28.)
- Videóban üzent a brit nagykövet a magyaroknak a Brexit miatt (2020. január 31.)
- A Brexit-népszavazással kezdtem, és most a koronavírussal fejezem be (2020. március 13.)